# Sachatamia
Sachatamia is een geslacht van kikkers uit de familie glaskikkers (Centrolenidae) en de onderfamilie Centroleninae. De groep werd voor het eerst wetenschappelijk beschreven door Juan M. Guayasamin, Santiago Castroviejo-Fisher, Linda Trueb, José Ayarzagüena, Marco Rada en Carles Vilà in 2009.
Er zijn vier soorten die voorkomen in delen van Zuid-Amerika

## Soorten
- Soort Sachatamia albomaculata
- Soort Sachatamia ilex
- Soort Sachatamia orejuela
- Soort Sachatamia punctulata

Centrolene · Chimerella · Cochranella · Espadarana · Nymphargus · Rulyrana · Sachatamia · Teratohyla · Vitreorana